# Dottrina Mitterrand

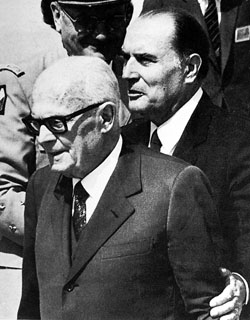
François Mitterrand (a destra) con Sandro Pertini (a sinistra) nel 1982.

La dottrina Mitterrand è stata una politica relativa al diritto di asilo in Francia enunciata dall'omonimo presidente socialista francese in un discorso al Palais des Sports di Rennes il 1º febbraio 1985.

## Storia
La dottrina prende il nome del presidente socialista francese François Mitterrand ed era diretta a non concedere l'estradizione a persone imputate o condannate, in particolare italiani, ricercati per «atti di natura violenta ma d'ispirazione politica», contro qualunque Stato, purché non diretti contro lo Stato francese, qualora i loro autori avessero rinunciato a ogni forma di violenza politica, concedendo di fatto un diritto d'asilo a ricercati stranieri che in quel periodo si rifugiarono in Francia.
Sostanzialmente, il consiglio dei ministri francese il 10 novembre 1982, in tema di diritto di asilo, aveva già adottato un'analoga linea di prassi, ancor prima dell'enunciazione della dottrina Mitterrand del 1985: «Non sarà tenuto conto della natura politica dell'infrazione, l'estradizione sarà concessa in linea di principio nei casi in cui siano stati commessi [...] «atti criminali (rapimento di ostaggi, omicidi, violenze che abbiano provocato ferite gravi o la morte, ecc.) di natura tale che il fine politico addotto sia insufficiente a giustificare il ricorso a mezzi inaccettabili».

### L'enunciazione della dottrina
Mitterrand ha definito la sua dottrina durante un discorso al Palais des Sports di Rennes il 1º febbraio 1985. Mitterrand tuttavia escludeva da questa tutela coloro che avevano commesso un "terrorismo sanguinario, attivo, reale".
Nel suo discorso, Mitterrand dichiarava:
Il 21 aprile 1985, al 65º congresso della Lega dei diritti umani (LDH), Mitterrand dichiarava che i criminali italiani che avevano rotto con il loro passato violento ed erano fuggiti in Francia sarebbero stati protetti dall'estradizione in Italia:
La dottrina Mitterrand è stata de facto sconfessata nel 2002, sotto il governo di Jean-Pierre Raffarin, quando Paolo Persichetti è stato estradato dalla Francia. Il Consiglio di Stato francese l'ha poi dichiarata priva di effetti giuridici nel 2003, al momento di concedere l'estradizione di Cesare Battisti.

### L'applicazione dal 1985 al 2002
La dichiarazione politica del Presidente venne seguita dalla giustizia francese in varie occasioni, quando si è trattato di valutare l'estradizione dei terroristi italiani di estrema sinistra o attivisti. Secondo un articolo del 2007 del Corriere della Sera, Mitterrand era stato convinto dall'Abbé Pierre a proteggere queste persone. Secondo gli avvocati di Cesare Battisti, Mitterrand aveva dato la sua parola, in consultazione con il premier italiano, Bettino Craxi.
Gli oppositori della dottrina sostenevano che ciò che un Presidente può dire durante il suo incarico non è di per sé una fonte di diritto, e che questa dottrina non aveva quindi alcun valore giuridico. I suoi fautori, da parte loro, ricordano come essa è stata applicata fino al 2002, e ritengono che l'ex presidente avesse impegnato la Repubblica con le sue parole. I suoi sostenitori - intellettuali come Fred Vargas o Bernard-Henri Lévy, organizzazioni come Verdi, la Lega dei Diritti Umani, France Libertés, Attac-France, ecc., alcune personalità del Partito socialista (PS) - si opposero al mancato rispetto da parte della destra al potere della dottrina Mitterrand.
Questo aspetto della politica francese è stato fortemente criticato dall'Associazione Italiana Vittime del Terrorismo, che nel 2008 ha espresso il suo particolare "dolore di fronte alle conseguenze della dottrina Mitterrand e all'atteggiamento degli intellettuali francesi di sinistra". Successivamente, il presidente Jacques Chirac dichiarò di non opporsi alla estradizione delle persone ricercate dalla giustizia italiana.
Nel 2002 la Francia estradò Paolo Persichetti, un ex-membro della Brigate Rosse (BR) che insegnava sociologia all'università, in "violazione" della dottrina Mitterrand (poiché sospettato a torto di legami con le Nuove Brigate Rosse). Tuttavia, nel 1998, la Corte d'appello di Bordeaux aveva giudicato che Sergio Tornaghi non poteva essere estradato in Italia, con la motivazione che secondo la procedura italiana non sarebbe stato organizzato un secondo processo dopo la prima condanna in contumacia.

### Il progressivo abbandono
Le estradizioni negli anni 2000 coinvolsero non solo membri delle Brigate Rosse, ma anche altri attivisti di sinistra che erano fuggiti in Francia e restavano ricercati dalla giustizia italiana. Tra questi, Toni Negri, che alla fine scelse di tornare in Italia e di consegnarsi alle autorità italiane.
Nel 2004 i funzionari giudiziari francesi hanno autorizzato l'estradizione di Cesare Battisti. Nel 2005 il Consiglio di Stato ha confermato l'estradizione, segnando la fine della dottrina Mitterrand.
L'estradizione di Marina Petrella è stata invece negata, a causa di motivi di salute, con decisione del presidente Nicolas Sarkozy.
Dopo l'estradizione di Persichetti la dottrina fu dichiarata nulla; nonostante non fosse più in vigore, dal 2003 in poi è stata negata l'estradizione anche per altri ex terroristi e condannati (con la sola eccezione di Battisti, il quale però si rifugiò in Brasile), i quali risiedono tuttora in Francia. Come motivazioni però sono state addotte, di volta in volta, non più la dottrina Mitterrand - non più riconosciuta giuridicamente - ma vari motivi di ordine diverso, da quelli di salute (Petrella, Villimburgo, Pietrostefani) al matrimonio con cittadini francesi, dalla mancata pericolosità del soggetto (Scalzone, Pancino) fino all'acquisizione della cittadinanza francese (Filippi) e a motivi di ordine strettamente giurisdizionale (Carfora, Cappelli). Alcuni hanno ottenuto poi la prescrizione del reato dai tribunali italiani (Scalzone).
Un ulteriore colpo alla dottrina è stato assestato il 28 aprile 2021, quando, nell’ambito dell’operazione "Ombre rosse", dopo il consenso dello stesso Presidente francese, su richiesta dell’Italia, si è proceduto contro 10 ex terroristi italiani, già condannati per atti di terrorismo commessi negli anni '70 ed '80. Di essi sette sono stati arrestati (Enzo Calvitti, Giovanni Alimonti, Roberta Cappelli, Marina Petrella e Sergio Tornaghi, delle Brigate Rosse; Giorgio Pietrostefani, di Lotta Continua; Narciso Manenti, dei Nuclei Armati contro il Potere territoriale); tre, invece, sono sfuggiti all'arresto (Luigi Bergamin, Maurizio Di Marzio e Raffaele Ventura, delle Brigate Rosse). Il giorno dopo i fermati sono stati posti in libertà vigilata. Tuttavia, il 29 giugno 2022 la Corte d'Appello di Parigi ha negato l'estradizione richiamandosi agli articoli 6 e 8 della Convenzione europea per la salvaguardia dei diritti dell'uomo e delle libertà fondamentali ("Equo processo" e "Diritto al rispetto della vita privata e familiare").

## La fine della "dottrina" nella giurisprudenza francese
Nell'ambito del caso riguardante Cesare Battisti, il Consiglio di Stato, massimo organo giurisdizionale amministrativo e consultivo della Repubblica francese, ha negato nel 2004 ogni validità giuridica alla cosiddetta "dottrina Mitterrand":
Mentre, per quanto riguarda la normativa italiana, è interessante riportare un altro passaggio in lingua originale della sentenza della Corte di cassazione francese, il massimo organo giurisdizionale ordinario del paese, sempre riguardo all'estradizione di Battisti. In un preciso passo della decisione si chiarisce, definitivamente, che un giudice francese non può ergersi a censore della giustizia italiana, ma che soprattutto la procedura italiana era ed è conforme agli standard europei:

## Le motivazioni
La dottrina propriamente detta venne elaborata da un gruppo di lavoro (formato da alti ufficiali di polizia, avvocati, magistrati e da consiglieri dell'Eliseo e del governo francese) che nel 1984-85 esaminarono - tra gli altri - fascicoli processuali italiani relativi a latitanti italiani rifugiatisi in Francia, in particolare il processo 7 aprile: essa non venne mai trasposta in alcun provvedimento di natura giuridica perché - secondo vari giuristi - si poneva in contrasto con le obbligazioni internazionali della Francia derivanti dalla vigenza di svariati trattati di cooperazione internazionale in materia penale.
Nella ricerca delle motivazioni, la stampa dell'epoca valorizzò molto le dichiarazioni orali del circolo ristretto dei collaboratori del Presidente della Repubblica francese: solo dopo molti anni uno di essi, Jean-Pierre Mignard, ha sostenuto che nell'elaborazione della dottrina «non ci fu mai disprezzo nei confronti della vostra civiltà giuridica» e che «avevamo già un fronte aperto con il terrorismo mediorientale, non potevamo controllare anche 150 italiani. Abbiamo stretto un patto: voi rinunciate a compiere qualsiasi reato e noi vi regolarizziamo».
Nel caso di rifugiati italiani, tale prassi veniva all'epoca giustificata con una presunta "non conformità" della legislazione italiana agli standard europei, soprattutto per quanto concerneva la disciplina del "concorso morale", le leggi speciali, l'uso della carcerazione preventiva e il rapporto con i collaboratori di giustizia.
Il presidente francese si opponeva a certi aspetti della legislazione anti-terrorismo approvata in Italia negli anni '70 ed '80, che creava lo status di "collaboratore di giustizia" (noto comunemente come pentito), simile alla legislazione crown witness nel Regno Unito o al Witness Protection Program negli Stati Uniti, in cui è consentito a persone accusate di crimini di diventare testimoni per lo Stato e, eventualmente, di ricevere una riduzione della pena e una protezione.
A commento di questa dottrina, Gilles Martinet, anziano intellettuale socialista ed ex ambasciatore in Italia, ha scritto: "Non potendo fare la rivoluzione nel proprio Paese, si continua a sognarla altrove. Continua a esistere il bisogno di provare a se stessi di essere sempre di sinistra e di non essersi allontanati da un ideale" (nella prefazione a un libro dedicato al caso Battisti).

### La Corte europea dei diritti dell'uomo e i sistemi processuali italiano e francese
La pretesa superiorità della legislazione francese - con una sua presunta maggiore aderenza alle norme e ai principi europei in materia di tutela dei diritti umani - si appuntava anche sull'esistenza del processo contumaciale: la legislazione italiana prevedeva che, se un imputato fosse stato in grado di esercitare la sua difesa mediante la presenza dei soli suoi avvocati, un processo tenutosi in contumacia non avrebbe avuto bisogno di essere ripetuto se questi fosse stato alla fine arrestato.
Questa visione - con cui si intese motivare la dottrina Mitterrand - entrò in crisi e diventò ulteriormente insostenibile in Europa, proprio dal punto di vista giuridico, quando la Corte europea dei diritti dell'uomo condannava definitivamente la procedura contumaciale francese, spesso usata come impropria pietra di paragone rispetto al quella italiana: questa, del resto, con la legge n. 67 del 28 aprile 2014 si è uniformata in buona sostanza alla Convenzione europea dei diritti dell'uomo recependo i principi dettati dalla medesima Corte di Strasburgo.
In una sentenza, che demolisce alla radice l'istituto processuale francese, la Corte vegliante sui diritti umani stabilì che la cosiddetta purgazione del processo in assenza - vale a dire la celebrazione di un nuovo processo a seguito della cattura o costituzione del contumace - era solo un mero espediente procedurale.
Il nuovo processo non può di per sé essere assolutamente assimilabile a una garanzia per il condannato, anche qualora, come accadeva in Francia ai sensi dell'articolo 630 codice di procedura penale, il primo processo in contumacia si fosse svolto senza la presenza di avvocati, in esplicita violazione del diritto alla difesa sancito dall'articolo 6, comma 3 lettera c) della Convenzione europea per la salvaguardia dei diritti dell'uomo e delle libertà fondamentali (in ECtHR: Krombach v. France, application no. 29731/96). A seguito di questa sentenza la Francia modificò, in parte, con legge 9 marzo 2004 cosiddetta "Perben II" la sua procedura contumaciale, oramai insostenibile per gli standard europei in materia di diritti umani.
L'attuale procedura in assenza viene definita par défaut e prevede la possibilità, per il contumace, di avere un difensore.

## Italiani che hanno beneficiato della dottrina Mitterrand

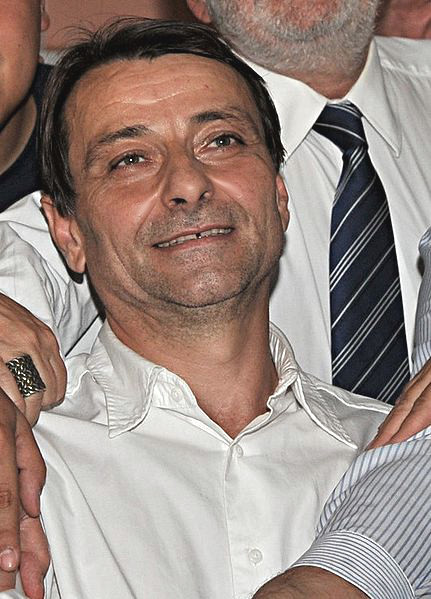
Battisti in carcere a Brasília nel 2009, durante un incontro con rappresentanti di commissioni per i diritti umani e membri del parlamento.

Tra gli italiani che hanno beneficiato della dottrina Mitterrand si ricordano: 
- Toni Negri (Autonomia Operaia, Potere Operaio, poi costituitosi);
- Cesare Battisti (Proletari Armati per il Comunismo, fino al 2004; arrestato nel 2019; ergastolo per i 2 omicidi eseguiti di Andrea Campagna e Antonio Santoro, più come concorrente nell'omicidio di Lino Sabbadin e per concorso morale nell'omicidio di Pierluigi Torregiani);
- Paolo Persichetti (Brigate Rosse, fino al 2002; condannato a 22 anni per concorso morale nell'omicidio del generale Licio Giorgieri);
- Sergio Tornaghi;
- Oreste Scalzone (AO, PO, pena prescritta e rientrato);
- Marina Petrella (BR, ergastolo per omicidio);
- Lanfranco Pace (AO, PO, pena prescritta e rientrato);
- Franco Piperno (AO, PO, pena prescritta e rientrato);
- Enrico Villimburgo e l'ex moglie Roberta Cappelli (BR), all'ergastolo per omicidio (la Cappelli è oggi architetto e delegato sindacale);
- Paolo Ceriani Sebregondi e la sua compagna Paola De Luca;
- Giovanni Alimonti e Maurizio Di Marzio (BR-PCC), condannati rispettivamente a 22 e 15 anni per una serie di attentati;
- Enzo Calvitti (BR), condannato a 21 anni per tentato omicidio;
- Vincenzo Spanò, ritenuto uno dei leader dei Comunisti Organizzati per la Liberazione Proletaria;
- Massimo Carfora (COLP), condannato all'ergastolo;
- Giovanni Vegliacasa (Prima Linea);
- Walter Grecchi (AO), condannato a 14 anni per l'omicidio di un poliziotto (Antonio Custra), poi prescritto;
- Paola Filippi (ergastolo, ex PAC, oggi cittadina francese e non estradabile[22]);
- Luigi Bergamin (PAC, 26 anni per concorso morale negli omicidi di Antonio Santoro e Andrea Campagna, pena prescritta);
- Gianfranco Pancino, condannato a 25 anni (medico di Autonomia Operaia, oggi ricercatore dell'Istituto Pasteur e considerato, negli ambienti scientifici francesi, uno tra i più importanti specialisti su AIDS e cancro[23]);
- Giorgio Pietrostefani (Lotta Continua, uno dei condannati a 22 anni di carcere[24] per l'omicidio del commissario Calabresi)

In terra francese si troverebbero anche Simonetta Giorgieri (ca. 1955) e Carla Vendetti (ca. 1958), sospettate di contatti con le nuove Brigate Rosse.

## Film
- Dopo la guerra (2017)